# Мабуза, Дэвид
Дэвид Мабуза (англ. David Mabuza; 25 августа 1960, Трансвааль — 3 июля 2025, Сэндтон, Гаутенг) — государственный и политический деятель Южно-Африканской Республики (ЮАР). Вице-президент ЮАР (2018—2023). Заместитель председателя Африканского национального конгресса (АНК) (2017—2022). Также являлся премьер-министром Мпумаланги с 2009 по 2018 год.

## Биография
Обучался в средней школе Кхумбулы и в педагогическом колледже Мгвенья, а затем в Университете Южной Африки. Получил свидетельство об образовании и степень бакалавра в соответствующих учреждениях.
С 1984 по 1985 год был секретарём Студенческой организации Азании (AZASO), председателем «NEUSA» с 1986 по 1988 год, казначеем «FEP» с 1986 по 1990 год, координатором «NECC» с 1987 по 1989 год и председателем Южноафриканского демократического союза учителей с 1988 по 1991 год. Преподавал в департаменте образования Кангване с 1986 по 1988 год, а с 1989 по 1993 год был директором средней школы Лунгизани.
С 1994 по 1998 год являлся членом исполнительного совета по образованию в Мпумаланге, региональным председателем Африканского национального конгресса (АНК) с 1994 по 1998 год, членом провинциального исполнительного комитета АНК с 1998 по 2006 год. Член исполнительного комитета по жилищному хозяйству с 1999 по 2001 год, член законодательного собрания провинции Мпумаланга с 1999 по 2001 год, член парламента с 2001 по 2004 год и член законодательного собрания Мпумаланги с 2004 по 2007 год. Был заместителем председателя АНК в провинции Мпумаланга в 2005 году, членом исполнительного комитета по автомобильным дорогам и транспорту с 2007 по 2008 год, председатель АНК Мпумаланги в 2008 году и министром по сельскому хозяйству и землеустройству с 2008 по 6 мая 2009 года. Также был руководителем правительственного бизнеса в законодательном собрании Мпумаланги в 2007 году. 10 мая 2009 года стал премьер-министром Мпумаланги. Во время внутренней избирательной кампании в АНК по выбору преемника Джейкоба Зумы, Дэвид Мабуза поддерживал соперника Сирила Рамафосы, но в последний момент переключился на его поддержку.
Умер 3 июля 2025 года в возрасте 64 лет.

## Скандалы и споры
Обвинялся в коррупции и причастности к мошенничеству с тендерами, а также в убийстве политических оппонентов во время премьерства в Мпумаланги. В 2015 году якобы был отравлен, но выздоровел, получив прозвище «Кот» за способность выдерживать атаки своих противников. Оставил Вуси Шонгве, который тогда занимал должность члена исполнительного комитета по общественной безопасности, безопасности и связям, а затем члена исполнительного комитета министерства сельского хозяйства, развития сельских районов, земель и окружающей среды, чтобы стать исполняющим обязанности премьер-министра, пока он был не болен.
В 2010 году из его дома была украдена крупная сумма денег, предположительно 14 миллионов рэндов. Провинциальное подразделение по борьбе с организованной преступностью настаивало на том, что из его дома было украдено только 1200 рэндов, а позже он сообщил о пропаже только 4 миллионов рэндов. Дэвид Мабуза сказал, что обвинения против него являются частью клеветнической кампании.
В августе 2018 года «The New York Times» опубликовала статью о расследовании, в которой Дэвид Мабуза назван «одним из самых опасных людей в ЮАР». За последние два десятилетия были убиты около 20 политиков, большинство из которых принадлежали к АНК, некоторые после разоблачения взяточничества в проектах общественных работ. В статье утверждается, что Дэвид Мабуза построил сеть политического патронажа в Мпумаланге, незаконно заключив контракты на строительство школ в провинции во время своего пребывания на посту премьер-министра, тем самым укрепив свою власть в АНК за счёт предоставления правительством государственных образовательных услуг.
Имеются многочисленные обвинения в его причастности к убийству Джимми Мохлала, спикера муниципалитета Мбомбела и члена молодёжной лиги АНК Джеймса Нкамбулы. Последний из них — бывший дворецкий Мабузы Ян Вентер, который был включён в программу защиты свидетелей.